# 11-та бронекавалерійська дивізія (Польща)
11-та Любуська бронекавалерійська дивізія імені короля Яна III Собеського (11 DKPanc, в/ч JW 1588) — військове з'єднання, механізована дивізія Сухопутних військ Польщі, історія якої сягає до формування в 1945 році 11-ї піхотної дивізії Збройних сил Польщі на Сході. Підрозділи дивізії розташовані в західній частині Польщі, на кордоні з Німеччиною.
Дивізія носить ім'я Яна III Собеського — монарха Речі Посполитої XVII ст.

## Історія
11-та Любуська бронекавалерійська дивізія походить по прямій від 11-ї піхотної дивізії, сформованої в березні та квітні 1945 року в районі Лодзі[джерело?].

## Структура
- 10-та бронекавалерійська бригада імені генерала броні Станіслава Мачка[en] (Сьвентошув, Нижньосілезьке воєводство)
- 17-та Великопольська механізована бригада імені генерала броні Юзефа Довбор-Мусницкого[pl] (Мендзижеч)
- 34-та бронекавалерійська бригада імені великого коронного гетьмана Яна Замойського[pl] (Жагань)
- 23-й Сілезький артилерійський полк[pl] (Болеславець)
- 4-й Зеленогурський полк ППО[pl] (Червенськ)
- 11-й батальйон управління (Жагань)

## Командири
- полковник Юзеф Селецький (1948 — 1950)
- полковник Віктор Єршов (1950 — 1953)
- бригадний генерал Сергій Сивицький (1953 — 1954)
- дипломований полковник Адольф Гуменюк (1954 — 1956)
- дипломований полковник Маріан Долінський (1956 — 1959)
- бригадний генерал Мечислав Мазур (1959 — 1962)
- бригадний генерал Збіґнєв Зеленевський (1962 — 1967)
- полковник Владислав Коцьолек (1967 — 1968)
- бригадний генерал Вітольд Верещинський (1968 — 1973)
- бригадний генерал Юзеф Ужицький (1973 — 1976)
- бригадний генерал Болеслав Матуш (1976 — 1984)
- дипломований полковник Януш Орнатовський (1984 — 1987)
- дипломований полковник Адам Рембач (1987 — 1988)
- дипломований полковник Зигмунт Садовський (1988 — 1990)
- бригадний генерал Адам Рембач[pl] (1990 — 1992)
- дипломований полковник Александер Бортновський (1992 — 1993)
- дипломований полковник Збіґнєв Шура (1993 — 1994)
- бригадний генерал Александер Бортновський (1994 — 1998)
- бригадний генерал Здзіслав Гораль (1998 — 2000)
- бригадний генерал Станіслав Новакович (2000 — 2003)
- дивізійний генерал Вальдемар Скшипчак (2003 — 2006)
- дивізійний генерал Павло Ламла (2006 — 2009)
- дивізійний генерал Мирослав Ружанский (2009 — 2011)
- дивізійний генерал Януш Адамчак (17 листопада 2011 — 17 лютого 2014)
- дивізійний генерал Ярослав Міка (17 лютого 2014 — 7 лютого 2017)
- дивізійний генерал Станіслав Чоснек (7 лютого 2017 — 20 березня 2020)
- дивізійний генерал Дарій Паріляк (20 березня 2020 — 1 жовтня 2020)
- бригадний генерал Пйотр Трайтек (1 жовтня 2020 — дотепер)

## Галерея

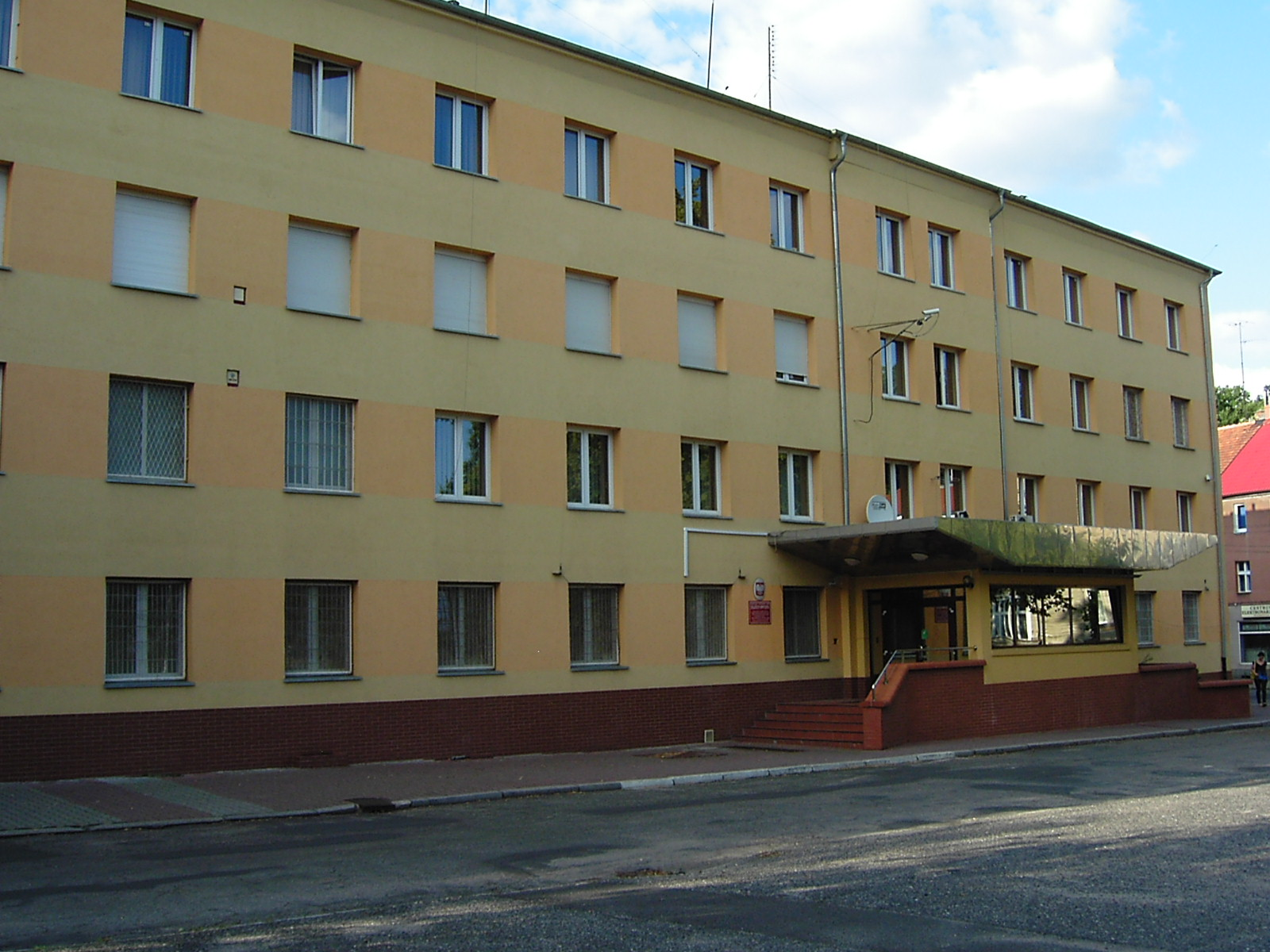
Будівля штабу дивізії
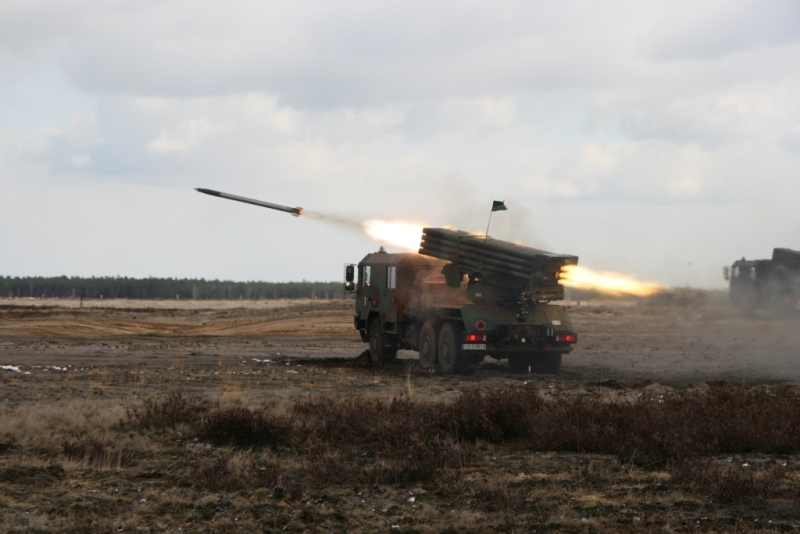
Навчання на полігоні
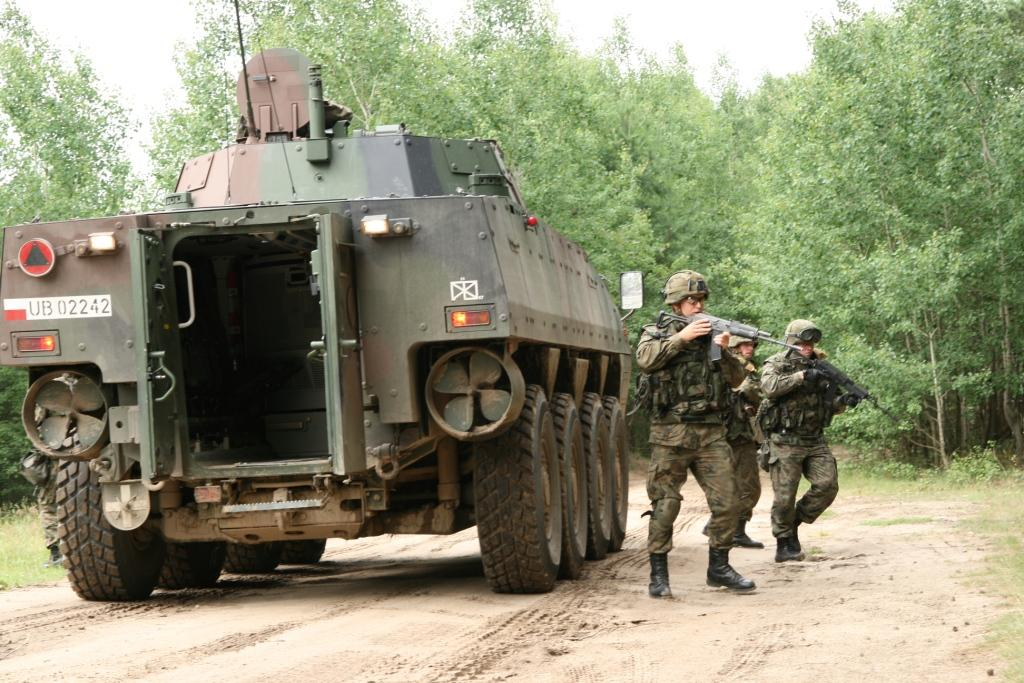
Тренування дивізії
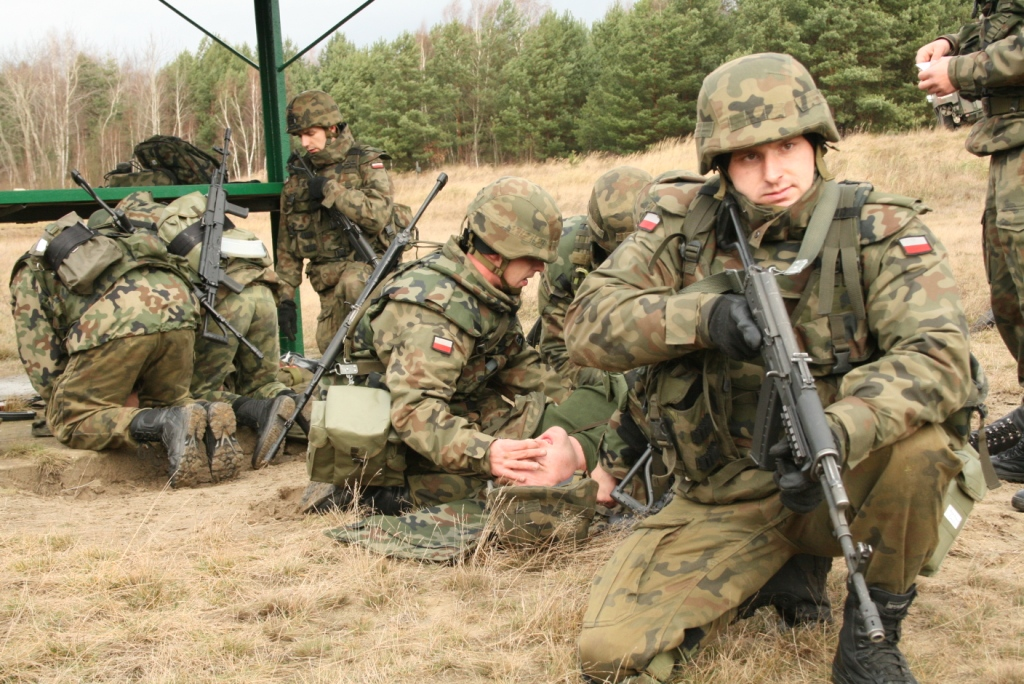
Солдати на полігоні